# Бронницкий ювелирный завод
Бронницкий ювелирный завод — один из старейших российских ювелирных заводов, основан в 1924 году.

## Кооперативная артель «Изумруд»

### Основание

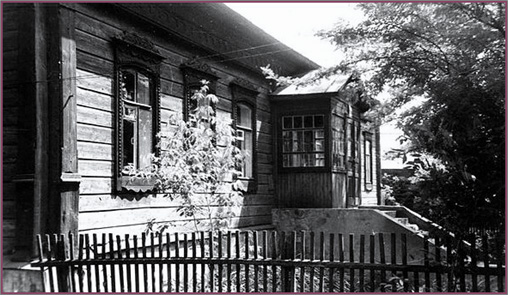
Первый дом где располагалась артель изумруд (1924 год)

27 октября 1924 года в деревне Панино Бронницкого уезда в доме Ивана Дмитриевича Никитина собралось пять человек ювелиров-кустарей для обсуждения вопроса организации артели ювелиров. В этот день было принято решение об объединении в артель.
30 октября 1924 года состоялось общее собрание будущих ювелиров-пайщиков, произошла запись в артель, было выбрано правление. В тот же день документы были отравлены в Москву и артель «Изумруд» - Бронницкое объединение металлистов, серебряников, ювелиров, медников» была зарегистрирована Москоопромсоюзом. Этот день считается днем рождения Бронницкого ювелирного завода.
Основатели:

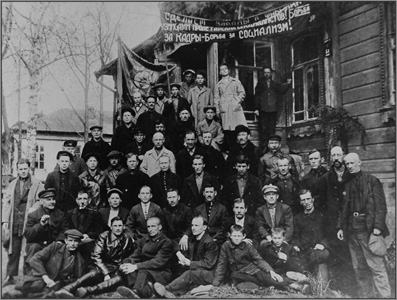
Здание, где помещалась первая артель металлистов, медников и ювелиров(1924 год)

- А.К. Базаров - председатель артели;
- И.Д. Никитин - казначей (один из самых видных мастеров-основателей, известный тем, что в юности обучался цепочечному делу и затем работал на Московской фабрике фирмы Карла Фаберже);[3]
- А.В. Белоусов;
- А.Г. Белашкин;
- Г.В. Ковалёв.

### 20-е годы
Первым заказом, который получила артель «Изумруд», стала партия серебряных золоченых брошей с уральскими самоцветами. Заказ выполнили из серебра заказчика.
Для повышения заинтересованности мастеров было решено начать производство украшений из золота. Первые 5 кг золота артель получила от Московского Ювелирторга под залог личного имущества мастеров – коровы, теленка и жеребенка.
В апреле 1926 года артель «Изумруд» по решению партийных органов сливается с бронницкой же артелью кузнецов и медников. Объединение получило новое имя – артель «Металлист».
До начала 1930-х годов артель производила броши, кулоны, браслеты и серьги, объём производства составлял до 100 кг золотых изделий в год.

### 30-е годы
С началом массовой коллективизации артель получает непрофильные заказы на ремонт сельскохозяйственного оборудования, сокращается выпуск изделий из драгоценных металлов.
В 1935 году руководством артели решено возобновить производство цепей, общий ассортимент включал около 30 наименований изделий. В этот же период на работу начали принимать женщин-цепочечниц, число работников составляло уже более 400 человек.
В 1937 году на Всемирной выставке искусств и техники в Париже золотыми медалями были отмечены золотые цепи новых видов ручного плетения, изготовленные мастерами-артельщиками из подмосковных Бронниц и Синькова.

### 40-е годы
Во время Великой Отечественной войны все производство артели перестраивается на изготовление необходимых для фронта предметов: чехлов для мин, минодержателей, солдатских котелков, кружек, цепочных вешалок для шинелей и т.д.
146 артельщиков уходят на фронт, из них погибло 52 человека.

## Бронницкий ювелирный завод

### 50-е годы
В 1956 году артель преобразовывается в Бронницкую ювелирно-художественную фабрику и переподчиняется Министерству местной промышленности РСФСР. Увеличивается спрос на украшения из золота и серебра. Фабрика осваивает производство золотых колец с драгоценными и полудрагоценными камнями.
В 1958 году изделия бронницких мастеров экспонировались и получили Гран-при на Всемирной выставке в Брюсселе.

### 60-е годы
В 1963 году к Бронницкой ювелирно-художественной фабрике присоединяется Синьковская фабрика ювелирных изделий (ранее артель «Синьковский ювелир»). Объединенное предприятие преобразуется в Бронницкий ювелирный завод, который переходит в подчинение Министерства приборостроения, средств автоматизации и систем управления СССР.

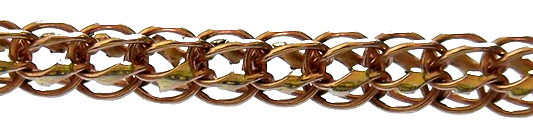
Цепь ручной работы "Паутинка"(А.А. Кочеткова)

В 1967 году цепь ручной работы «Паутинка» получила Гран-при Всемирной выставки (Экспо-67) в Монреале (Канада). Она была выполнена представительницей одной из старейших династий бронницких ювелиров - Агнессой Антоновной Кочетковой.

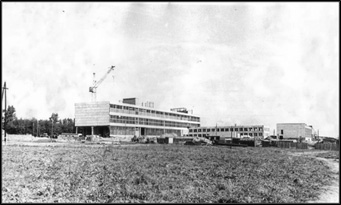
Строительство нового здания завода (1968 год)

В 1968 году по решению Совета Министров СССР в Бронницах возводятся новые современные корпуса предприятия, в которых разместились все его цеха и административные службы, закупается современное оборудование ведущих мировых производителей. Завод становится крупнейшим в СССР по объемам производства.

### 70-е годы

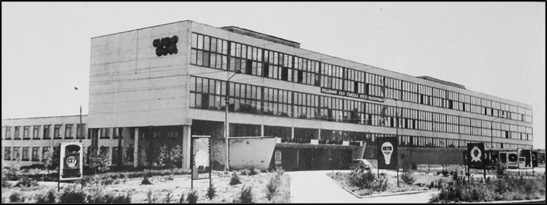
Фасад нового здания завода (1974 год)

В 1976 году Бронницкий завод получил статус базового предприятия союзного значения. Ассортимент предприятия теперь был почти полностью ориентирован на цепочечные украшения – колье, браслеты и цепи. В тот период они составляли более 99% от общего объема продукции, выпускавшейся заводом, или 98% всего выпуска цепевязальных украшений в СССР. Месячный объем выпуска в те годы достигал полутора тонн продукции, а количество работающих составляло более 1000 человек.

### 80-е годы
Бронницкий ювелирный завод выполнял многие важные государственные заказы, изготавливал государственные ордена и медали (например, юбилейный выпуск ордена Отечественной войны 2-й степени в 1985 году).
Заметное место среди лучших произведений российских ювелиров 1960-х –1980-х годов занимают работы известных бронницких мастеров художников - членов Союза художников РСФСР:
- А.Г. Голикова;[12]
- Т.М. Белкина;[13]
- В.М. Дворкина;[14]
- Ю.П. Савельева.[15][16]

Образцы их творчества теперь являются частью собраний Музеев Московского Кремля, Государственного Исторического музея, Государственного историко-художественного музея «Новый Иерусалим», Всероссийского Музея декоративного искусства, Сергиево-Посадского Историко-художественного музея-заповедника и др.

### 90-е годы
В 1990-х годах предприятие работало лишь на небольшую часть производственных мощностей, выпускалось по 20—30 кг ювелирных изделий в месяц. Завод находился в критическом состоянии, имели место длительные задержки с выплатами зарплаты.

### 2000-е годы
Новые акционеры, приобретшие у правительства Московской области контрольный пакет акций завода, реализовали значительную инвестиционную программу и провели реорганизацию производства. На производстве было установлено новейшее оборудование известных зарубежных производителей, позволяющее выпускать ювелирные украшения любой сложности.

### Настоящее время
Бронницкий ювелирный завод сегодня - один из лидеров отрасли.
В 2022-2023 годах было произведено очередное переоснащение производства, что позволило довести потенциальный объём выпуска до 15 тонн в год. Завод выпускает более 3 млн. изделий в год общим весом более 7 тонн (более 3 тонн изделий из золота и более 4 тонн изделий из серебра).
Бронницкий ювелирный завод - единственный в России производитель ювелирных изделий, прошедший добровольную сертификацию всей своей продукции в ФБУ «РОСТЕСТ-МОСКВА» и получивший право маркировать ее знаком соответствия Системы «Ростест-Качество», а также одно из очень немногих российских ювелирных предприятий, успешно проведших сертификацию своей системы менеджмента качества на соответствие требованиям международного стандарта ISO 9001:2015.

## Награды

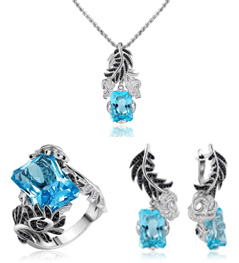
Коллекция украшений «Лебединая верность» - 2 место в номинации «Классика XX столетия»(JUNWEX 2015)
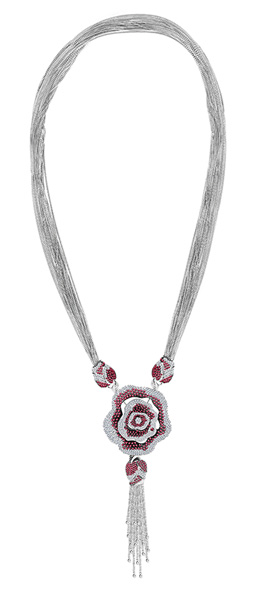
Колье «Мерцающая грация» - 1 место в номинации конкурса «Лучшее ювелирное украшение или коллекция сезона»(JUNWEX 2015)
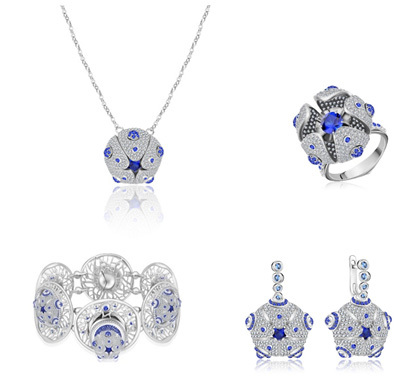
Браслет-трансформер «Stella Maris» - 1 место в номинации «Лучшие Украшения в России»(JUNWEX 2016)
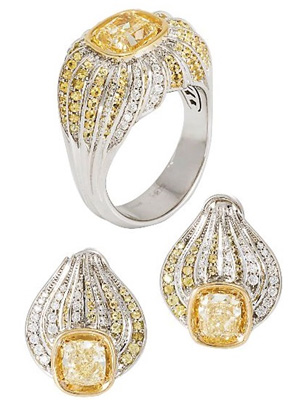
Опера - 1 место в номинации «Великолепие ювелирного мастерства»(JUNWEX 2019)
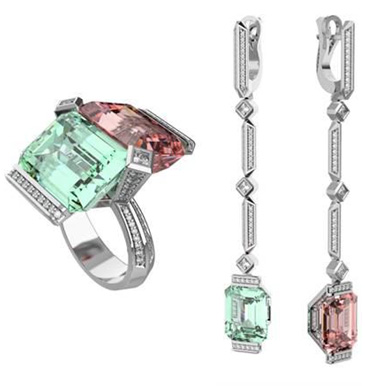
Коллекция Грин и Колорадо - 1 место в номинации «Эксклюзивные украшения с цветными камнями»(JUNWEX 2020)
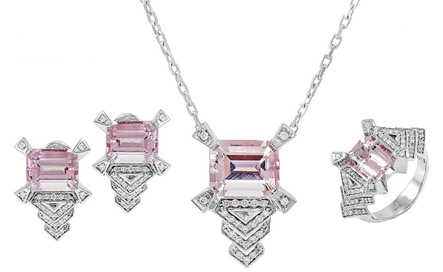
Коллекция Central Park - 1 место в номинации «Лучшее ювелирное украшение или коллекция сезона»(JUNWEX 2021)
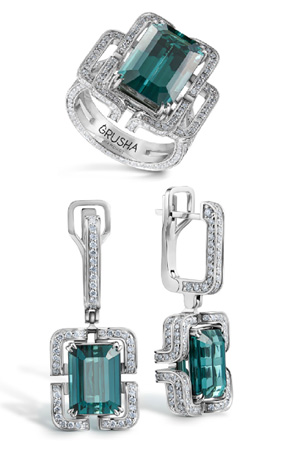
Коллекция Shanghai - 1 место в номинации «Лучшее ювелирное украшение или коллекция сезона»(JUNWEX 2022)
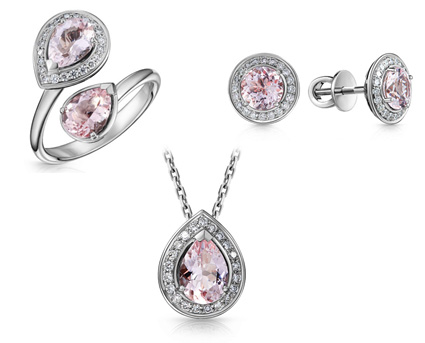
Коллекция Фламинго - 1 место в номинации «Лучшее украшение или коллекция сезона»(JUNWEX 2023)
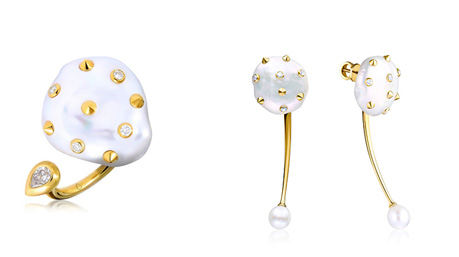
SHE - 1 место в номинации «Лучшее украшение или коллекция сезона»(JUNWEX 2023)
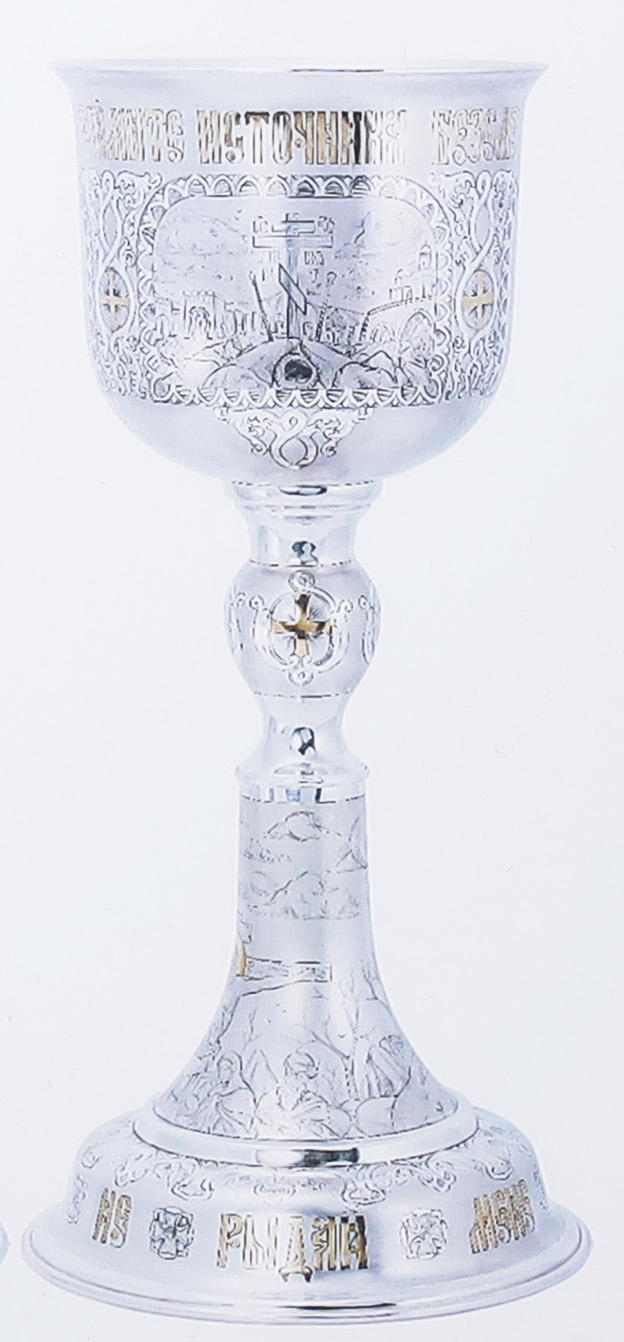
Потир - 1 место в номинации «Предметы религиозного культа»(JUNWEX 2023)